# Annalisa Cochrane
Annalisa Cochrane (Gig Harbor, Washington; 21 de junio de 1996) es una actriz estadounidense.

## Primeros años y educación
Cochrane nació y creció en Gig Harbor, Washington. Vivió por 10 años en Pune, India antes de mudarse a los Estados Unidos. Ella asistió a Loyola Marymount University en Los Ángeles.

## Filmografía
| Cine       | Cine                                  | Cine                     | Cine                                          |
| Año        | Título                                | Rol                      | Notas                                         |
| ---------- | ------------------------------------- | ------------------------ | --------------------------------------------- |
| 2014       | The Landlord                          | Chelsea Highwater        | Cortometraje                                  |
| 2014       | Audrey Makes a Mixtape                | Janet                    | Cortometraje                                  |
| 2014       | Noesis                                | Jesse                    | Cortometraje                                  |
| 2015       | Flirting with Madness                 | Kaley                    |                                               |
| 2015       | Below                                 | Katie                    | Cortometraje                                  |
| 2016       | The Night Staker                      | Mary                     |                                               |
| 2016       | Emma's Chance                         | Chica                    |                                               |
| 2018       | Apparition                            | Skyler                   |                                               |
| Televisión |                                       |                          |                                               |
| Año        | Título                                | Rol                      | Notas                                         |
| 2015       | Baby Daddy                            | Emma (17 años)           | 1 episodio                                    |
| 2016       | Modern Family                         | Melanie                  | Episodio: «Promposal»                         |
| 2016       | Major Crimes                          | Madeline Kimball         | 1 episodio                                    |
| 2016       | Bizaardvark                           | Dare-Me-Girl             | Episodio: «Control (Plus) Alt (Plus) Escape!» |
| 2018       | Cobra Kai                             | Yasmine «Yas»            | 5 episodios                                   |
| 2018       | Heathers                              | Shelby Dunnstock         | 8 episodios                                   |
| 2019       | Weird City                            | Colleen                  | 1 episodio                                    |
| 2021–2022  | One of Us Is Lying                    | Adelaine «Addy» Prentiss | Principal; 16 episodios                       |
| 2022       | The good doctor (serie de televisión) | Keyla                    | Episodio 13 de la temporada 5                 |